# Obermain-Tagblatt
Das Obermain-Tagblatt (OT) ist eine Tageszeitung im Landkreis Lichtenfels (Regierungsbezirk Oberfranken, Freistaat Bayern).
Hauptsitz des Unternehmens ist die Deutsche Korbstadt Lichtenfels. Das Obermain-Tagblatt unterhält jeweils eine Redaktion in Lichtenfels (Bahnhofstraße, bis 2013 Seubelsdorf), sowie in Altenkunstadt. Bis 2014 gab es auch eine eigene Redaktion/Geschäftsstelle in Bad Staffelstein. Die verkaufte Auflage beträgt 8547 Exemplare, ein Minus von 38,4 Prozent seit 1998.

## Geschichte
Das Obermain-Tagblatt wurde 1857 ins Leben gerufen. Zum 1. April gab der junge Lithograf Johann Schier aus Lichtenfels die erste Nummer des Lichtenfelser Wochenblatts heraus. Es war das amtliche Lokalblatt der königlichen Gerichtsbezirke Scheßlitz, Hollfeld, Seßlach, Burgebrach und Weismain. Schier hatte zu diesem Zeitpunkt eine Dreifachfunktion: Er war verantwortlicher Redakteur, Verleger und Bürgermeister der Stadt.
Zum 1. Juli 1862 wurden die Bezirksämter Lichtenfels und Staffelstein errichtet. Das veranlasste den Gründer, seine Geschäftsräume in die Hirtenstraße (Innenstadt Lichtenfels) zu verlegen. In der Hirtenstraße findet sich noch heute die Verwaltung und die Anzeigenleitung des Obermain-Tagblatts.
Schiers Lokalblatt wurde das amtliche Organ der beiden Bezirksämter. Ab 1. Januar 1865 erschien die Zeitung unter dem neuen Titel Lichtenfelser Tagblatt. Später übernahm Sohn Georg die Leitung der Publikation. Unter ihm erfolgte die Umstellung auf das heutige Format. Im Jahr 1896 übernahm Karl Gottlob Meister den Verlag samt Druckerei.
Die Gebietsreform der 1970er Jahre (unter anderem wurde der Landkreis Staffelstein aufgelöst) veranlassten das Lichtenfelser Tagblatt und das Staffelsteiner Tagblatt, zum Obermain-Tagblatt zu fusionieren.
Von 1995 an führte Irmgard Wilkening als Geschäftsführerin Verlag und Druckerei. Zum 31. März 2012 endete ihre Tätigkeit.

## Das Obermain-Tagblatt heute
Nach eigenen Angaben (2010) erreicht die Zeitung mit einer verkauften Auflage von 8547 Exemplaren pro Erscheinungstag rund 40.000 Leser. Verlegerin ist Irmgard Wilkening. Redaktionsleiter ist Roger Martin.
Den sogenannten Mantel-Teil, die überregionalen Seiten (beispielsweise Bundes- und Landespolitik, Kultur), bezog das Obermain-Tagblatt bis 1. Oktober 2012 vom Ring Nordbayerischer Tageszeitungen (RNT). Die Redaktion des RNT findet sich in Bayreuth. Schwesterzeitung des OT ist die in Bayreuth erscheinende Zeitung Nordbayerischer Kurier. Der Vertrag zwischen RNT und Obermain-Tagblatt sollte ursprünglich zum 31. Dezember 2013 enden. Dann dürfte das Obermain-Tagblatt seine überregionalen Seiten von der Main-Post in Würzburg beziehen. Dieser Plan wurde aber letztlich schneller in die Tat umgesetzt.
Zum 1. Oktober 2012 zog das Obermain-Tagblatt Lichtenfels um. Die Geschäftsstellen und die Hauptredaktion sind seither in der Bahnhofstraße 14, im Herzen der Kreisstadt, zu finden. Am Freitag, 28. September, wurde die letzte OT-Ausgabe in der Rotation Reundorfer Straße gedruckt. Seither wird die Zeitung in Bayreuth hergestellt. Auch die OT-Vorstufe wurde geschlossen. Die Arbeiten werden seither aus Würzburg geleistet. Mit dem Umzug ging eine Layout-Änderung einher. Den Mantel bezieht das Obermain-Tagblatt seitdem aus Würzburg vom Mutterhaus Main-Post.
Zum Obermain-Tagblatt gehören neben der Tageszeitung auch das kostenlos verteilte Anzeigenblatt Obermain-Service (wöchentlich am Donnerstag, 2010 nach eigenen Angaben 36.250 Exemplare) sowie der Bad-Kurier, der als Anzeigen-finanziertes Service-Heft rund um die Kurstadt Bad Staffelstein verteilt wird. Der Bad-Kurier erscheint im zweiwöchentlichen Rhythmus und hat eine Auflage von 10.800 Exemplaren. Das Anzeigenheft ist zugleich das Amtsblatt der Stadt Bad Staffelstein.
Am 17. Januar 2012 wurde die Belegschaft des Obermain-Tagblatts im Rahmen einer außerordentlichen Betriebsversammlung informiert, dass das Unternehmen von der Mediengruppe Main-Post Würzburg übernommen werde. Stimme das Kartellamt zu, werde der Verkauf zum 1. April 2012 vollzogen (am 1. April erschien auch die erste Ausgabe des Lichtenfelser Wochenblatts, des Vorläufers des Obermain-Tagblatts). Damit endet die 155-jährige Geschichte des Familienunternehmens, wenngleich die Zeitung als solche nach einstimmiger Aussage beider Seiten, von OT-Verlegerin Irmgard Wilkening und Main-Post-Geschäftsführer David Brandstätter, weiterbestehen solle.
Die Mediengruppe Main-Post gehört zur Augsburger Mediengruppe Pressedruck. Sie produziert unter anderem Bayerns größte Abonnementzeitung, die Augsburger Allgemeine.
In dem Würzburger Medienhaus erscheinen neben der Main-Post die Zeitungen Schweinfurter Tagblatt, Bote vom Haßgau, Volksblatt und Volkszeitung. Die Main-Post erreicht laut eigener Pressemitteilung mit einer durchschnittlich verkauften Auflage von 128000 Exemplaren in ihrem Verbreitungsgebiet rund 350.000 Leser. Verbrauchermagazine, Internetportale, Postgesellschaften und Dienstleistungsunternehmen für Verlage runden das Angebot der Mediengruppe Main-Post ab.
Seit dem 1. April 2012 sind Peter Tischler und Bernd Riedel (zuvor Patrick Lux) Geschäftsführer des Obermain-Tagblatts. Tischler zeichnet bei der Main-Post GmbH & Co. KG auch als Leiter des Bereichs digitale Medien verantwortlich. Er führt seither beide Arbeiten aus.

## Auflage
Das Obermain-Tagblatt hat wie die meisten deutschen Tageszeitungen in den vergangenen Jahren an Auflage eingebüßt. Die verkaufte Auflage ist in den vergangenen 10 Jahren um durchschnittlich 2,7 % pro Jahr gesunken. Im vergangenen Jahr hat sie um 3,9 % abgenommen. Sie beträgt gegenwärtig 8547 Exemplare. Der Anteil der Abonnements an der verkauften Auflage liegt bei 93,3 Prozent.
| 1998  | 1999  | 2000  | 2001  | 2002  | 2003  | 2004  | 2005  | 2006  | 2007  | 2008  | 2009  | 2010  | 2011  | 2012  | 2013  | 2014  | 2015  | 2016  | 2017  | 2018  | 2019  | 2020 | 2021 | 2022 | 2023 | 2024 |
| ----- | ----- | ----- | ----- | ----- | ----- | ----- | ----- | ----- | ----- | ----- | ----- | ----- | ----- | ----- | ----- | ----- | ----- | ----- | ----- | ----- | ----- | ---- | ---- | ---- | ---- | ---- |
| 13875 | 13699 | 13645 | 13607 | 13445 | 13258 | 13092 | 12849 | 12599 | 12433 | 12238 | 12066 | 11912 | 11815 | 11674 | 11298 | 11196 | 10952 | 10744 | 10554 | 10325 | 10057 | 9806 | 9622 | 9216 | 8893 | 8547 |